# Krankenhaus Mosbach
Das Krankenhaus Mosbach (auch Neckar-Odenwald-Kliniken Standort Mosbach und Akademisches Lehrkrankenhaus Mosbach, ehemals Kreiskrankenhaus Mosbach) ist ein Krankenhaus der Schwerpunktversorgung (Versorgungsstufe II) und Akademisches Lehrkrankenhaus der Universität Heidelberg mit Sitz in Mosbach. Das Mosbacher Krankenhaus bietet seine Leistungen überregional an und weist 200 Betten, 10 medizinische Fachkliniken und zwei Kompetenzzentren auf. Im Krankenhaus versorgen etwa 460 Mitarbeiter die Patienten.
Das Krankenhaus Mosbach wird seit 2007 als Standort der Neckar-Odenwald-Kliniken in der Trägerschaft des Neckar-Odenwald-Kreises geführt.

## Geschichte
Vorgeschichte

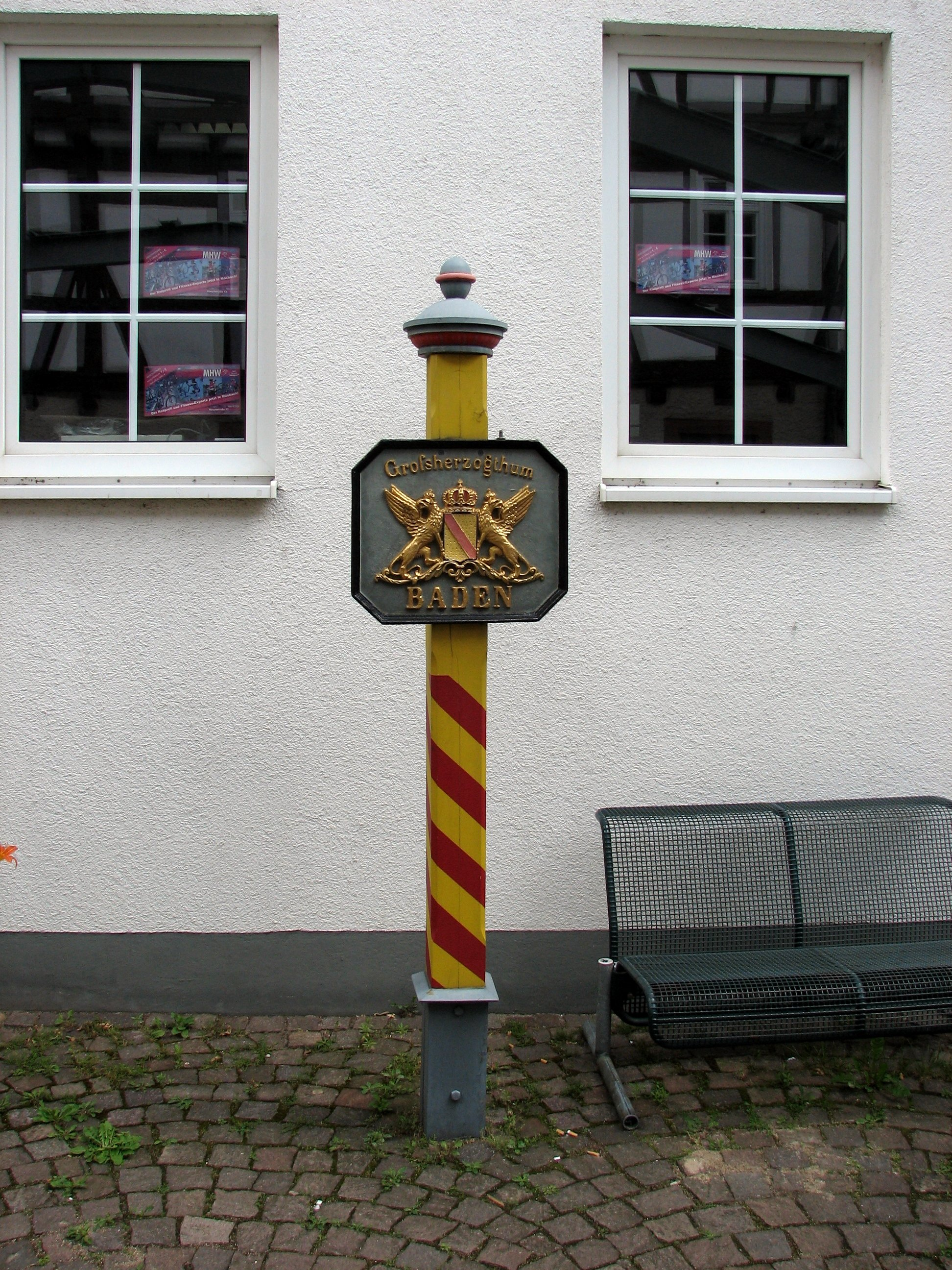
Ein badischer Grenzpfosten im Innenhof des alten Hospitales

Im sogenannten Alten Hospital, das aus dem 15. Jahrhundert stammt, befindet sich heute das Stadtmuseum.
Heutiges Krankenhaus
1993 wurde am Mosbacher Krankenhaus eine geriatrische Rehabilitationseinrichtung gegründet.
Zum 11. Juli 2007 wurde die Neckar-Odenwald-Kliniken gGmbH gegründet, in der die als Regiebetrieb geführten Standorte Krankenhaus Buchen und Krankenhaus Mosbach, die Geriatrie Mosbach und das Altersheim Hüffenhardt zusammengefasst wurden.

## Medizinische Ausrichtung

### Fachkliniken
In Mosbach werden folgende Fachbereiche vorgehalten:
- Klinik für Innere Medizin mit Gastroenterologie, Kardiologie/Angiologie und Hämatologie/Onkologie
- Klinik für Allgemein-, Viszeral- & Gefäßchirurgie
- Klinik für Orthopädie und Unfallchirurgie
- Klinik für Gynäkologie und Geburtshilfe
- Klinik für Anästhesiologie und Intensivmedizin
- Akutgeriatrie & geriatrischer Schwerpunkt
- Süddeutsches Shuntzentrum
- Stationäre Schmerztherapie
- Hals-Nasen-Ohren-Heilkunde Belegabteilung
- Psychosomatische Medizin

Die Station für Psychosomatische Medizin und Psychotherapie wird in Kooperation mit dem Psychiatrischen Zentrum Nordbaden (PZN) betrieben.

### Angebundene Zentren
Außenstelle des Psychiatrischen Zentrums Nordbaden
Eine allgemeinpsychiatrische Akuttagesklinik wird als Außenstelle des Psychiatrischen Zentrums Nordbaden geführt. Dort stehen 18 Behandlungsplätze zur Verfügung. Das Angebot richtet sich an Patienten ab 18 Jahren mit psychischen Erkrankungen oder in akuten psychischen Krisen, bei denen ein vollstationärer Krankenhausaufenthalt nicht oder nicht mehr notwendig ist.
Geriatrische Rehabilitationseinrichtung
Dem Klinikstandort Mosbach ist eine Geriatrische Rehabilitationseinrichtung mit 20 Betten angeschlossen. Die nächsten Geriatrischen Reha-Einrichtungen bestehen in Walldürn und Sinsheim.

## Rettungswache
Die notfallmedizinische Versorgung für die Umgebung stellt eine Rettungswache mit Notarztstandort des DRK Kreisverband Mosbach sicher. Im Gebäude der Rettungswache befindet sich auch die integrierte Leitstelle Mosbach für den Neckar-Odenwald-Kreis.